# Hans Kutter
Hans Eugen Kutter, född 29 februari 1904 i Jyväskylä, död 10 januari 1984 i Helsingfors, var en finländsk teater- och filmkritiker.
Kutter var 1926–1928 litteraturanmälare i Studentbladet, 1928–1931 i Svenska Pressen och 1931–1945 i Hufvudstadsbladet, där han blev ordinarie filmkritiker 1936; teater- och balettkritiker vid sistnämnda tidning 1946–1969. Han dokumenterade tidigt ett livligt intresse för filmen (särskilt den finländska) som konstart och blev känd för sina skarpt och träffande formulerade film- och teaterrecensioner.